# يا أبتاه إني تارك الديار
«يا أبتاه إنّي تاركُ الديَار..» (بالهندستانية: بابُل مورا نیہر چھوٹو ہی جائے) قصيدة بارزة في التُراث الهندي ومن أهم أعمال الشاعر «واجد علي شاه» الشهير بلقبه الأدبي «أختر»أ[›] وهو آخر مُلُوك أوده وآخر مُلُوك الشيعة في الهند. كتبها تعبيرًا عن ما أصابه من الحُزن والألم وهو يُغادر ديار آبائه وعاصمته «لكهنؤ» مُتجهًا إلى المنفى عقب غزو مملكته على يد البريطانيين.

## القصيدة

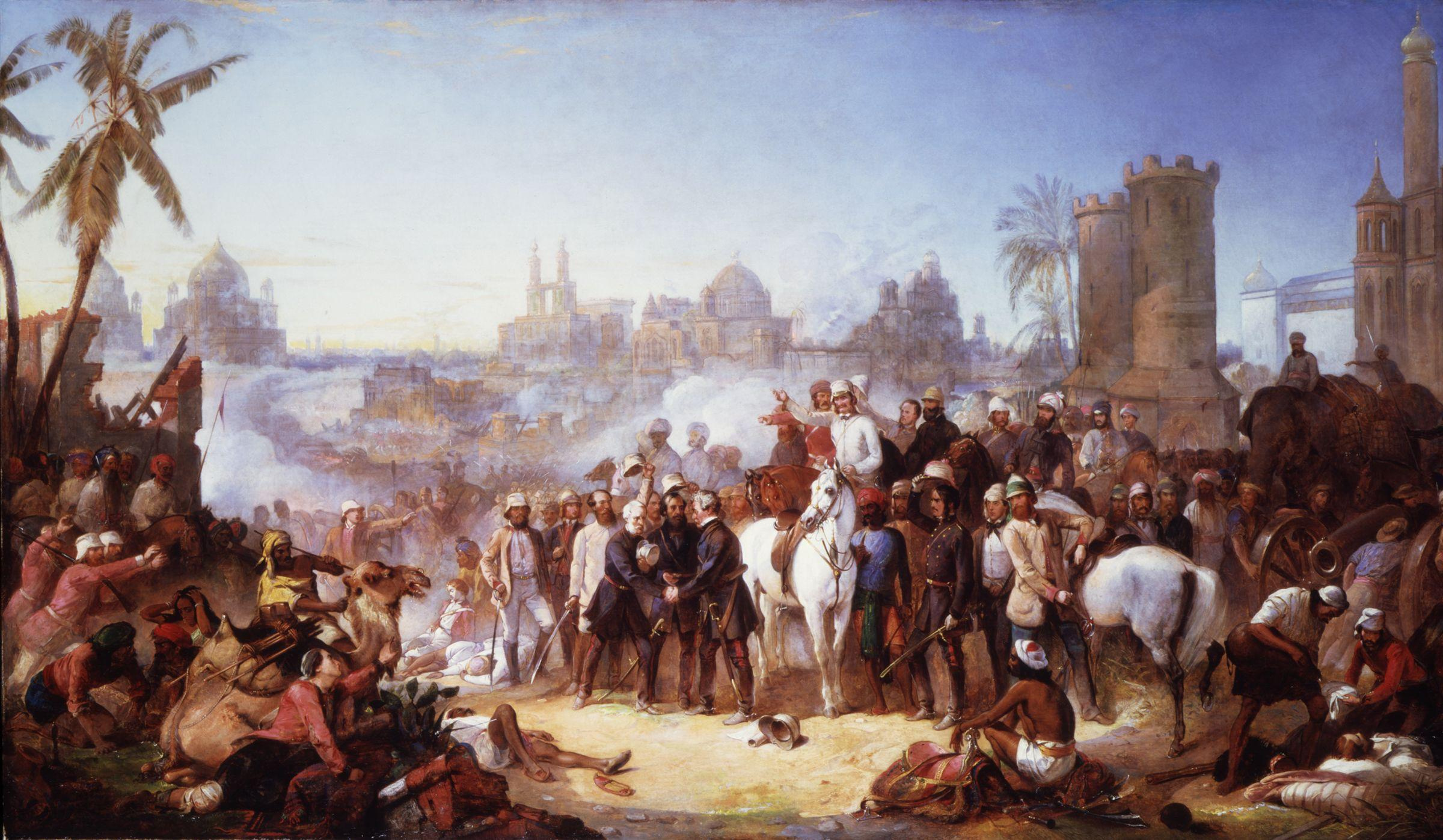
لوحة تُصور حصار القوات البريطانيَّة لمدينة «لكهنؤ» مقر حُكم المُلُوك وعاصمة مملكة أوده في الهند.

يا أبتاه إنّي تاركُ الديار، يا أبتاه إني تارك الديار.!
أربعة يحملون محفتي، أسير وأنا تارك ما كان لي.!
أضحى فناؤك كالجبل، وعتبته صارت غريبة الأجل.!

أنا أترك ديارك يا أبي، وأرتحل إلى بلاد محبوبي.!
فيما يلي الأبيات الشعريَّة باللغة الهندُستانيَّة وهي اللُغة الأصليَّة التي كتب بها «أختر» قصيدته، تُعرف الهندُستانيَّة اليوم باللُغة الأرديَّة وهي المنطوقة في الهند وپاكستان.
بابُل مورا، نیہر چھُوٹو ہی جائے بابُل مورا، نیہر چھُوٹو ہی جائے
چار کہار مِل، موری ڈولِیا سجاویں اُٹھایّں مورا اَپنا بیگانا چھُوٹو جائے، بابُل مورا

آںگنا تو پربت بھیو اؤر دیہری بھیی بِدیش جائے بابُل گھر آپنو میں چلی پیّا کے دیش ، بابُل مورا

## انظُر أيضًا
- واجد علي شاه
- تاريخ الشيعة في شبه القارة الهندية
- اللغة الأردية
- اللغة الهندستانية

## حواشٍ
^ أ: اختار الملك واجد علي شاه لنفسه الاسم الأدبي «أختر» وهو كلمة فارسيَّة معناها «النجم».